# Samhita
Een Samhita (Sanskriet: संहित, IAST: saṃhitā, verzameling) is een heilig hindoegeschrift, een kerntekst van elke van de vier Veda's. Daarnaast heeft het ook de algemene betekenis van verzameling en elke verzameling van shastra's, soetra's en epische verhalen kan dan ook wel als samhita worden aangeduid.
Over het algemeen wordt met samhita de vroegste tekst van een Veda bedoelt. Bij de Rigveda is dit de Rigveda-Samhita, bij de Samaveda de Samaveda-Samhita en bij de Atharvaveda de Atharvaveda-Samhita. Van de Yajoerveda zijn er meerdere versies overgeleverd, zoals de Taittiriya-Samhita, de Katha-Samhita en de Maitrayani-Samhita van de zwarte Yajoerveda en de Vajasaneyi-Samhita van de witte Yajoerveda.
Aanvankelijk had elke stam (jana) eigen hymnen en mantra's, maar onder de Kuru's werden deze tijdens de Kuru-reformatie verzameld. Waar de brahmanen ten tijde van de Rigveda nog fungeerden als auteurs, lagen de verhalen vanaf dan min of meer vast. Wel werden er vooral in de Atharvaveda nieuwe rituelen ingesteld, de shrauta-rituelen.
Veelal waren de teksten van een stam geheim en waarschijnlijk was er dan ook overreding nodig om de teksten te delen. Het resulteerde in een gecompliceerd systeem waarbij voorafgaand aan het reciteren van een hymne de auteur genoemd moet worden.